# Colônia de Santo Ângelo
Colônia de Santo Ângelo, também chamada Colônia Santo Ângelo, foi uma colônia de imigrantes alemães localizada na cidade de Cachoeira do Sul, no Rio Grande do Sul, Brasil. Atualmente, a maior parte da mesma, localiza-se no município de Agudo, no mesmo estado.
Foi criada pelo Governo Provincial em 1855 e seu nome foi dado em homenagem ao presidente da província, Ângelo Muniz da Silva Ferraz. 
Os primeiros imigrantes chegaram na região em 1 de novembro de 1857, desembarcando no Cerro Chato, margem esquerda do rio Jacuí. À estes imigrantes, na maioria pomeranos, foram destinados lotes de, em média, 48 hectares para utilização agrícola.
O primeiro diretor da Colônia foi Florian von Zurowski, de outubro a dezembro de 1857, logo sendo substituído pelo Barão von Kahlden, a personalidade mais importante da história da Colônia de Santo Ângelo, onde atuou como administrador.
A partir de 1865, a Colônia de Santo Ângelo se torna parte do 1º Distrito de Cachoeira do Sul, estendendo-se à margem esquerda do rio Jacuí até a margem direita do Rio Botucaraí, divisa com a Colônia Germânia (atualmente o município de Candelária). A sede da colônia encontra-se, hoje, na cidade de Agudo, enquanto outras partes da Colônia deram origem a municípios como Paraíso do Sul, ou tornaram-se parte dos municípios de Dona Francisca e Nova Palma (comunidade de Caemborá). Devido a mobilidade dos colonos na busca por melhores e mais terras, sua influência e presença é marcante nos municípios de Restinga Seca, Cerro Branco e Novo Cabrais, que ajudaram a construir.
A 4 de setembro de 1885, a Câmara Municipal de Cachoeira do Sul dividiu o município em seis grandes complexos (distritos), de acordo com a Lei Municipal nº 1.433 de janeiro de 1884, para a arrecadação de imposto Colonial, fracionando a Colônia de Santo Ângelo entre os 5º, 6º e 7º Distritos.¹ Isso impossibilitava a colônia de tornar-se um grande município, a exemplo do que acontecera com a Colônia Santa Cruz, emancipada de Rio Pardo. 